# Fallen (album, Burzum)
Fallen (česky Zhroucená) je osmé studiové album norské dark ambient/folk/black metalové kapely Burzum hudebníka Varga Vikernese.
Album bylo nahráno v koncertním sále Grieghallen v Bergenu v listopadu 2010 a vydáno bylo v březnu 2011 pod Byelobog Productions.

## Seznam skladeb
1. Fra Verdenstreet – 1:03
2. Jeg Faller – 7:50
3. Valen – 9:21
4. Vanvidd – 7:05
5. Enhver Til Sitt – 6:16
6. Budstikken – 10:09
7. Til Hel Og Tilbake Igjen – 5:57

## Sestava
- Varg Vikernes (alias Count Grishnackh) – vokály, všechny nástroje